# Розетта, Вирджинио
Вирджи́нио Розе́тта (итал. Virginio Rosetta; 25 февраля 1902, Верчелли — 31 марта 1975, Турин) — итальянский футболист и тренер, выступавший за «Ювентус» в 1920—1930 годах. Вместе с Умберто Калигарисом он составлял известную пару защитников в «Ювентусе» и сборной Италии. В «Ювентус» Розетта перешёл из клуба «Про Верчелли» в 1923 году. В чёрно-белой футболке «Ювентуса» Вирджинио выиграл пять чемпионатов Италии в период между 1931 и 1935 годом, а всего в составе «Ювентуса» Розетта шесть раз становился чемпионом.

## Биография
Вирджинио Розетта начал свою карьеру в возрасте 17 лет в своём родном городе Верчелли в местной команде «Про Верчелли». Дебютировал за клуб Розетти в сезоне 1919/20, это был первый сезон после Первой мировой войны. В сезоне 1920/21 Вирджинио выиграл с «Про Верчелли» свой первый итальянский чемпионат, а в следующем сезоне этот успех был повторён.
В сезоне 1923/24 Розетта перешёл в туринский «Ювентус», которым тогда руководил Йенё Карой. С «Ювентусом» Розетта выиграл чемпионат Италии в сезоне 1925/26, который для него стал третьим титулом чемпиона в карьере. С 1931 по 1935 год Вирджинио с «Ювентусом» выиграл пять чемпионатов подряд, в то время главным тренером клуба был Карло Каркаро. В 1935 году Розетта стал играющим тренером в «Ювентусе», а годом позже, когда Вирджинио было уже 34 года, он завершил игровую карьеру и полностью отдался тренерской работе.
За 13 лет игровой карьеры в «Ювентусе» Розетта сыграл более 365 матчей, с 1929 по 1935 год был капитаном «Ювентуса». В 1938 году Розетта привёл «Ювентус» к победе в Кубке Италии сезона 1937/38. В 1939 году Розетта покинул пост главного тренера «Ювентуса» и возглавил клуб «Луккезе» из города Лукка. Позже Вирджинио тренировал «Палермо» с 1948 по 1949 год.
В сборной Италии Розетта дебютировал 31 августа 1920 года в матче против сборной Норвегии, в рамках рамках летних Олимпийских играх в Антверпене в 1920 году. В составе сборной Вирджинио становился бронзовым призёром Олимпийских игр 1928 года и чемпионом мира 1934 года. За четырнадцать лет в сборной Розетти сыграл 52 матча. Свою последнюю игру за сборную Италии Розетта провёл 27 мая 1934 года против сборной США.
Умер Вирджинио Розетта 31 марта 1975 года в возрасте 73 лет в Турине.

## Достижения
Командные:
- Чемпион Италии: 1921, 1922, 1926, 1931, 1932, 1933, 1934, 1935

Национальные:
- Обладатель Кубка Центральной Европы 1927—1930
- Бронзовый призёр Олимпийских игр: 1928
- Чемпион мира: 1934

Тренерские:
- Обладатель Кубка Италии: 1938